# Spin (roman)
Pour les articles homonymes, voir Spin.
Spin (titre original : Spin) est un roman de science-fiction de l'écrivain canadien Robert Charles Wilson, publié aux États-Unis en 2005 et en France en 2007. Ce roman entame la trilogie Spin, qui se poursuit avec Axis et s'achève avec Vortex, publié aux États-Unis en 2011. 

## Résumé
La Terre, dans un futur proche. Par une nuit d'octobre, le ciel devient soudainement d'un noir opaque et les étoiles paraissent s'être dérobées. Bientôt l'humanité s'aperçoit qu'elle est entourée d'une barrière, que la postérité appellera « Spin », à l'extérieur de laquelle le temps s'écoule cent millions de fois plus vite que sur Terre. La transformation du Soleil en géante rouge n'est plus qu'une question de décennies, condamnant la planète à une destruction certaine. Tyler Dupree, Jason Lawton et sa sœur jumelle Diane ont été témoins de la disparition des étoiles. Jason n'aura plus qu'un seul but : trouver qui a édifié cette barrière et dans quel but. Une quête aussi aveugle que déterminée, dans laquelle Tyler et Diane joueront un rôle déterminant.

## Récit
Le récit se fait à la première personne, incarnée par Tyler Dupree, et oscille entre deux périodes tout au long du roman. Le temps présent se déroule en Indonésie en 4 000 000 000 après Jésus-Christ (l'unité n'étant pas précisée), et s'alterne avec le passé à travers des extraits de mémoires de Tyler qui débutent 40 ans plus tôt, aux États-Unis, durant l'enfance de Tyler, Jason et Diane peu avant la mise en place du Spin. Ces flashback se font de moins en moins lointains et permettent, par un recoupement d'informations, de comprendre comment le monde, les personnages et le Spin sont devenus ce qu'ils sont dans le présent.

## Personnages

### Personnages principaux
- Tyler Dupree, fils d'un père décédé et d'une mère domestique, il passe son enfance dans le Nord-Est américain, où sa mère travaille comme femme de chambre chez les Lawton, ses voisins. Ses amis les plus proches sont les jumeaux Lawton, même si ces derniers sont de condition plus bourgeoise. Il est secrètement épris de Diane et très admiratif de Jason. C'est le personnage que le lecteur suivra durant tout le roman, de ses souvenirs d'enfance à ses tribulations en Indonésie.
- Jason Lawton, fils d'E.D. et de Carol Lawton, il est l'héritier parfait que voulait son riche père. Brillant, intuitif, cynique, Jason est un génie pur. Lorsqu'il prendra conscience du Spin, il mettra tout en œuvre pour percer ses secrets et créera grâce à E.D. la fondation Périhélie, basée en Floride, dont la vocation sera de contrecarrer les desseins de ceux qui ont mis en place la barrière.
- Diane Lawton, sœur jumelle de Jason, elle en est pourtant son contraire : rêveuse, idéaliste, naïve. Le Spin l'a terrorisée, mais sa nature la pousse à la résignation et au cheminement spirituel.

### Personnages secondaires
- E.D. Lawton, père distant et autoritaire mais aussi riche industriel, la venue du Spin lui permettra de faire fortune dans le secteur des télécommunications. Sa situation lui permet de gagner les cercles d'influence à Washington et de placer son fils à la tête de Périhélie.
- Ibu Ina : c'est une médecin dans un village en Indonésie où elle possède une clinique. Elle aide Tyler Dupree et Diane Lawton à se cacher du gouvernement indonésien à leur poursuite. C'est une des rares personnes de son village à avoir fait des études avancées.
- Molly Seagram : C'est une infirmière, secrétaire de Tyler Dupree lorsque celui-ci officie comme médecin auprès de Jason Lawton à Périhélie. On comprend rapidement que c'est une personne intéressée qui rend compte plus ou moins de ses actions à E.D. Lawton.
- Wun Ngo Wen, habitant martien, il est un descendant des humains que la Terre a envoyés sur Mars. Arrivé sur Terre en tant que diplomate, il y deviendra un personnage public de premier rang.

## Prix littéraires
Spin a remporté le prix Hugo du meilleur roman 2006 et le Grand prix de l'Imaginaire du meilleur roman étranger 2008.

## Éditions
- Spin, Tor Books, 10 mars 2005, 364 p.  (ISBN 0765309386)
- Spin, Denoël, coll. « Lunes d'encre », 15 février 2007, trad. Gilles Goullet, 560 p.  (ISBN 978-2207258040)
- Spin, Gallimard, coll. « Folio SF » no 362, 21 janvier 2010, trad. Gilles Goullet, 624 p.  (ISBN 978-2070407484)
- Spin, in volume La Trilogie Spin, Gallimard, coll. « Folio SF » no 552, 2 juin 2016, trad. Gilles Goullet, 1 120 p.  (ISBN 978-2070469871)